# 歯舞群島
歯舞群島（はぼまいぐんとう）は、北海道島の東端である根室半島の納沙布岬の沖合3.7キロメートルから北東に点在する島々である。ロシアによる実効支配が続く北方領土のひとつである。ロシア名はハボマイ諸島（Острова Хабомаи）。

## 名称
「歯舞」の由来はアイヌ語の「ハ・アプ・オマ・イ」から来ていて、「覆っている氷が退く・小島・そこにある・所→流氷が退くと小島がそこにある」という意味である。
ロシア名はハボマイ諸島（ロシア語: Острова Хабомаи）、英語表記はHabomaiである。日本語と同じ名称であることについて、ロシアの保守系の要人から、ロシア語風に改名すべきだという主張がたびたび行われている。

## 概要
第二次世界大戦前は水晶諸島（すいしょうしょとう）や珸瑤瑁諸島（ごようまいしょとう）、あるいは色丹島まで含めて色丹列島（しこたんれっとう）と呼んでいたこともあった。1969年1月、歯舞諸島の呼称を歯舞群島に統一している。
地質構造的には色丹島とともに根室半島の延長が部分的に陥没したものとされ、地形や植生なども根室半島に似ている。台地状の平坦な島々が多い。いわゆる北方領土のひとつであり、複数の狭小な島からなる。中央に位置する志発島が最も大きい。なお、群島であるが北方四島のうちの1島として扱われる。歯舞は四島全体の2%の面積を占める。

ギャラリー
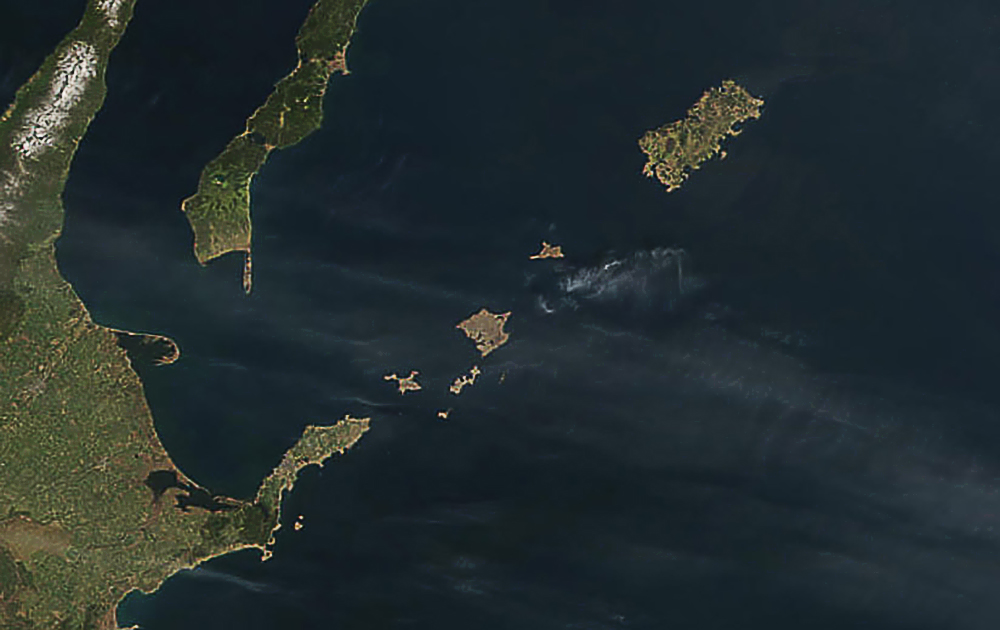
歯舞群島周辺 根室半島（左下）、色丹島（右上）、国後島（上）
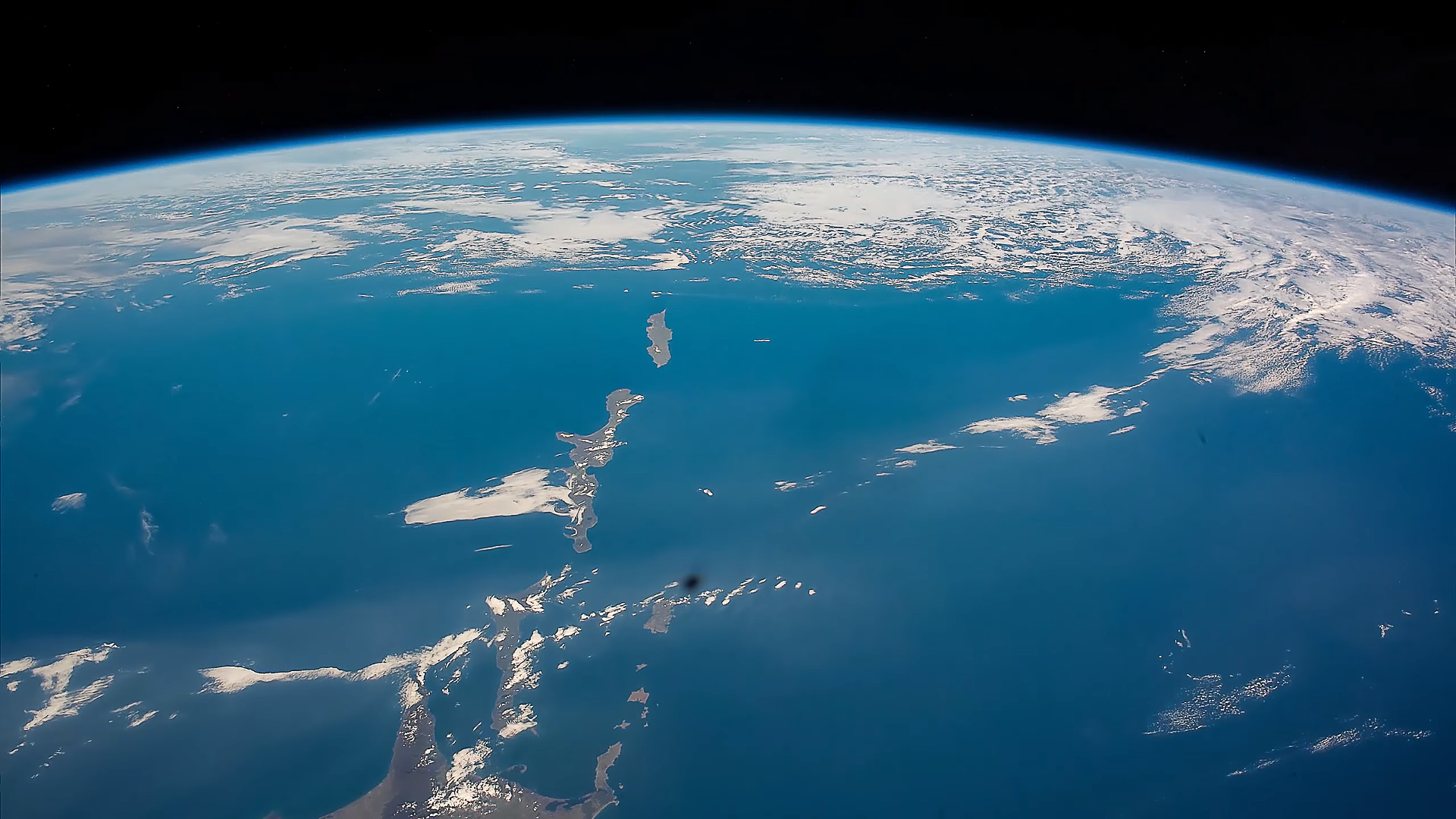
国際宇宙ステーションから見た歯舞群島、色丹島、国後島、択捉島、得撫島

歯舞群島に含まれる島は、東から水道ごとに挟んでまとめると順に次の通りとなる。
| 日本語                                          | ロシア語                             | 英語        | 日本語名の由来となったアイヌ語                                                                      | 面積 km2 | 最高標高 m | 北緯 N                             | 東経 E  | 納沙布岬からの距離 km |
| ----------------------------------------------- | ------------------------------------ | ----------- | --------------------------------------------------------------------------------------------------- | -------- | ---------- | ---------------------------------- | ------- | --------------------- |
| 色丹島                                          |                                      |             | |          |            |                                    |         |                       |
| 色丹水道（以下が歯舞群島） しこたんすいどう     |                                      |             | |          |            |                                    |         |                       |
| 海馬島 かいばじま、とどじま                     | Остров Осколки オスコルキ島          | Oskolki     | 「トド・モシリ（トド・島）」                                                                        | 0.15     | 38         | 43°34'                             | 146°24' |                       |
| 多楽島 たらくとう                               | Остров Полонского パロンスキー島     | Polonskogo  | 「トララ・ウク（皮紐・取る→皮紐を取る島）」                                                         | 11.69    | 25         | 43°37'                             | 146°19' | 45.5                  |
| カブ島 かぶとう                                 | Скала Чайка チャイカ岩               | Chayka      | |          |            | 北緯43度37分01秒 東経146度22分03秒 |         |                       |
| カナクソ岩 かなくそいわ                         | Скала Пещерная ペツェルナヤ岩        | Petsernaya  | |          |            | 北緯43度36分00秒 東経146度25分55秒 |         |                       |
| カブト島 かぶととう                             | Острова Шишки シーシキ島             | Shishki     | |          |            | 北緯43度34分25秒 東経146度26分05秒 |         |                       |
| 多楽水道 たらくすいどう                         |                                      |             | |          |            |                                    |         |                       |
| 志発島 しぼつとう                               | Остров Зелёный ゼリョーヌイ島        | Zelyony     | 「シペ・オッ（鮭・群在する所）」                                                                    | 58.3     | 45         | 43°29'                             | 146°09' | 25.5                  |
| 志発水道 しぼつすいどう                         |                                      |             | |          |            |                                    |         |                       |
| 春苅島 はるかるとう                             | Острова Дёмина ジョミナ島            | Demina      | 「ハル・カル・コタン（オオウバユリの鱗茎・採取すること・村→オオウバユリの鱗茎・採取すること・村）」 | 0.59     | 34         | 43°25'                             | 146°10' |                       |
| 勇留島 ゆりとう                                 | Остров Юрий ユーリ島                 | Yuri        | 「ユウロ（それの鵜がたくさんいる→鵜の島）」あるいは「ウリル（鵜の島）」                             | 10       |            | 43°25'                             | 146°00' | 16.6                  |
| 勇留水道 ゆりすいどう                           |                                      |             | |          |            |                                    |         |                       |
| 秋勇留島 あきゆりとう                           | Остров Анучина アヌーチナ島          | Anuchina    | 「アキ・ユリ（弟・勇留→勇留の弟）」                                                                 | 5        | 33         | 43°21'                             | 146°00' | 13.7                  |
| 水晶島 すいしょうとう                           | Остров Танфильева タンフィーリエフ島 | Tanfilyeva  | 「シ・ショウ（大きい・裸岩）」                                                                      | 21       | 15         | 43°26'                             | 145°55' | 7.2                   |
| 萌茂尻島 もえもしりとう                         | Остров Сторожевой ストロジェヴォイ島 | Storozhevoy | 「モイ・モ・シリ（波の静かな島）」                                                                  | 0.07     | 11.8       | 43°23'                             | 145°53' | 6.0                   |
| オドケ島 おどけとう                             | Остров Рифовый リーフォヴィ島        | Rifovy      | | 0.001    | 3.6        | 43°23'                             | 145°53' |                       |
| 貝殻島 かいがらじま                             | Остров Сигнальный シグナリヌイ島     | Signalny    | 「カイ・カ・ラ・イ（波の・上面・低い・もの＜岩礁＞）」                                              |          |            | 43°23'                             | 145°51' | 3.7                   |
| 珸瑤瑁水道（以上が歯舞群島） ごようまいすいどう |                                      |             | |          |            |                                    |         |                       |
| 納沙布岬（北海道本島）                          |                                      |             | |          |            |                                    |         |                       |

当該地域の領有権に関する詳細は「千島列島」および「北方領土問題」の項目を、現状に関しては「サハリン州」の項目を参照。
日本の国土地理院は、以前「歯舞諸島」と表記していたが、根室市から「北方領土返還要求運動の現場や教育現場で、歯舞群島や歯舞諸島が使われ混乱が生じている」と歯舞群島への地名変更の要望が国土地理院に寄せられたため、国土地理院と海上保安庁海洋情報部で構成する「地名等の統一に関する連絡協議会」において、2008年3月21日に歯舞諸島（はぼまいしょとう）を歯舞群島（はぼまいぐんとう）へ変更した。

## 歴史

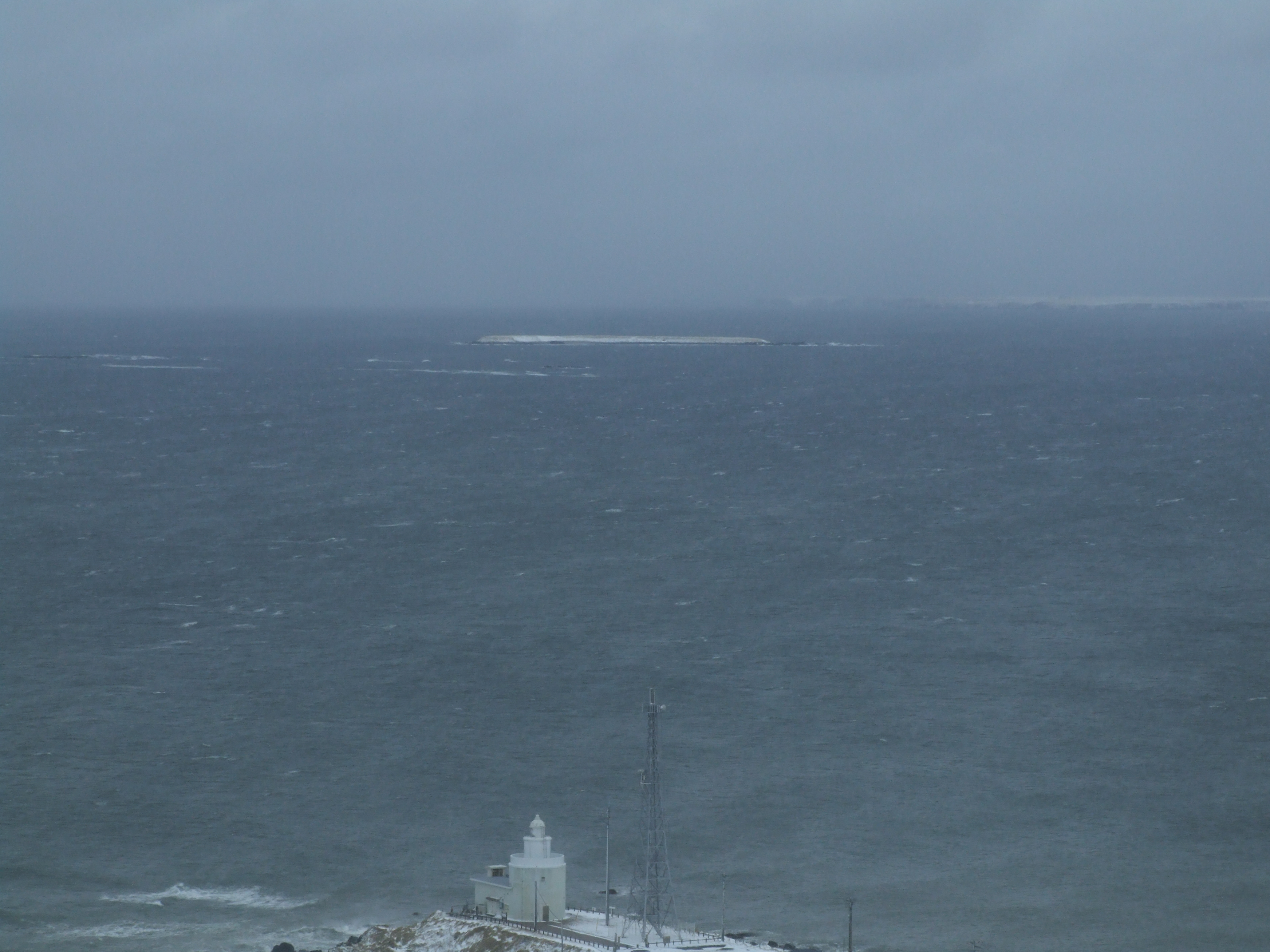
納沙布岬望郷の塔から見た歯舞群島。左からオドケ島、萌茂尻島、秋勇留島

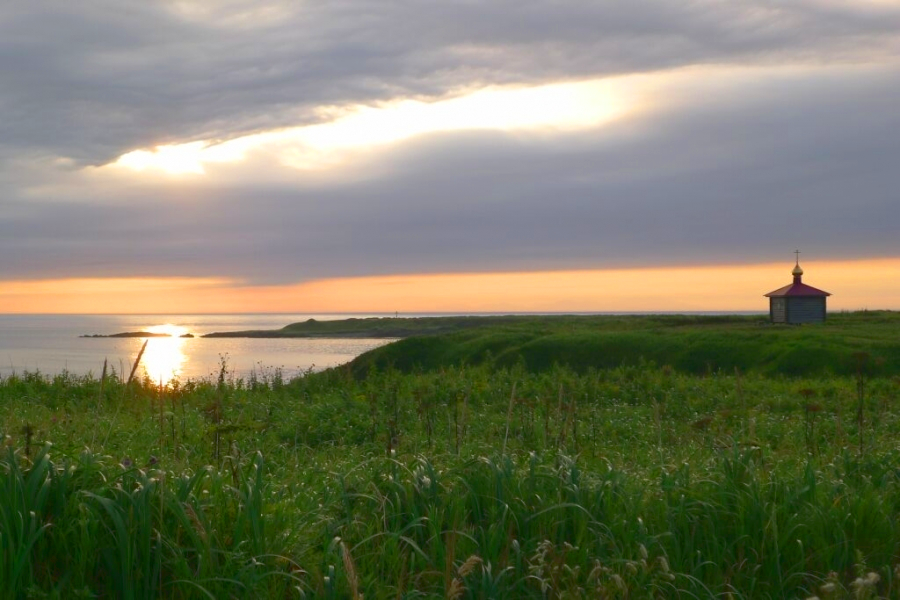
水晶島にあるロシア正教会の教会堂

### 第二次世界大戦以前
18世紀末の江戸時代に江戸幕府の蝦夷地調査隊によって比較的に正確な地図が描かれ、岩礁も含む島名が明示されてから、日本国内で存在が広く認知されるようになった。当時の記録によれば、歯舞群島は無人島であった。文化4年（1807年）に幕府が東蝦夷地を直轄地としてから色丹島とともに出稼ぎ労働者によるコンブの採取が開始された。定住が開始されたのは明治10年（1877年）以後で、北海道・函館の広業商会が昆布採取のために貸出した資金で生産者・漁師などが居住した。北前船を通じて往来が有った現在の富山県黒部市周辺からの移住者も多かった。その後も島内の産業は昆布や海苔、ホタテ貝の採取を中心とし、タラなどの沖合漁業も行っていた。また勇留島や志発島、多楽島では約200頭ずつ馬を飼育していたという。明治時代は対岸の珸瑤瑁（ごようまい）村に属していたため、珸瑤瑁諸島と呼ばれていた。大正4年（1915年）、珸瑤瑁村は歯舞村と合併し、歯舞村となった。このため珸瑤瑁諸島は歯舞群島と呼ばれるようになったが、戦後になっても珸瑤瑁諸島と呼ばれることもあった。昭和20年（1945年）の第二次世界大戦終結時の総人口は約4,500名で、漁業人口は95%であった。

### ロシアによる占領・実効支配
1945年（昭和20年）9月2日、太平洋戦争（大東亜戦争）が日本の降伏により終結し「一般命令第一号」が発令された。この命令により、千島列島の駐留日本軍はソ連極東軍に降伏することが規定されると、ソ連軍が上陸して、占領下に入った。9月27日には「マッカーサー・ライン」（MacArthur line）が規定され、歯舞群島近海における日本漁船の活動が禁止されたが、マッカーサー・ラインは「納沙布岬と水晶島の中間」とされたため、「貝殻島は日本の海域」とされた。しかし、1948年（昭和23年）12月にマッカーサー・ラインが納沙布岬と貝殻島の中間に引き直され、貝殻島周辺海域もソビエト連邦の実効支配下に入った。
翌1946年（昭和21年）1月29日、GHQの「指令第677号」により歯舞群島に対する日本の施政権が停止されると、2月20日にソ連政府が自国領編入を宣言した。以来、ソビエト連邦及び1991年（平成3年）以降は後継にあたるロシア連邦の実効支配下にある。戦前は対岸の花咲郡歯舞村に属していたが、1959年（昭和34年）に歯舞村が根室市と合併したため、現在は根室市に属している。しかし、2024年（令和6年）現在の時点においても日本の施政権は及んでいない。
歯舞群島がソ連の実効支配下に入ったことにより、周辺地域の漁民は窮乏し、拿捕の危険を冒してまで歯舞群島近海に出漁した。しかし、1961年（昭和36年）8月23日から28日にかけて33隻の漁船がソ連に拿捕されたため、歯舞群島近海での安全操業を求める声が強くなった。これを受けて、大日本水産会会長であった高碕達之助がソ連と交渉を行った結果、1963年（昭和38年）6月10日に日ソ貝殻島昆布採取協定が締結された。日ソ貝殻島昆布採取協定はあくまで民間協定とされ、ソ連側に入漁料を支払うことで、6月から9月にかけて貝殻島、オドケ島、萌茂尻島近海において、漁獲枠内の昆布漁が可能となる協定である。それでも1970年（昭和45年）11月28日には、花咲港所属の刺網漁船（6トン）がソ連の監視船に追い回された後、秋勇留島付近で体当たりされて沈没するといった状況は続いた。日ソ（日ロ）貝殻島昆布採取協定は、数年の中断期間はあったものの（2017年）現在も有効であり、2016年（平成28年）には241隻の漁船が出漁し、ロシア側に9026万8000円の入漁料を支払った。
日本政府の見解としては、「同島のロシアによる占領は日ソ中立条約に違反した違法行為であり、現在に至るまでロシアによる不法占拠下にあるもの」としている。過去、国会答弁において「ソ連による占拠が不法とは必ずしもいえない」との答弁がなされたことがあるが、これは答弁者によって時として表現の差異がありうるものと説明されている。いずれにせよ、「北方領土は日本固有の領土である」との見解が日本の一貫して主張するところであり、現在は「ロシアによる同島の占拠は不法占拠である」と明確に表明されている。また、歯舞群島は1956年（昭和31年）に締結された日ソ共同宣言において、「平和条約締結後には色丹島とともに日本に引き渡されること」が取り決められている。